# Бедность

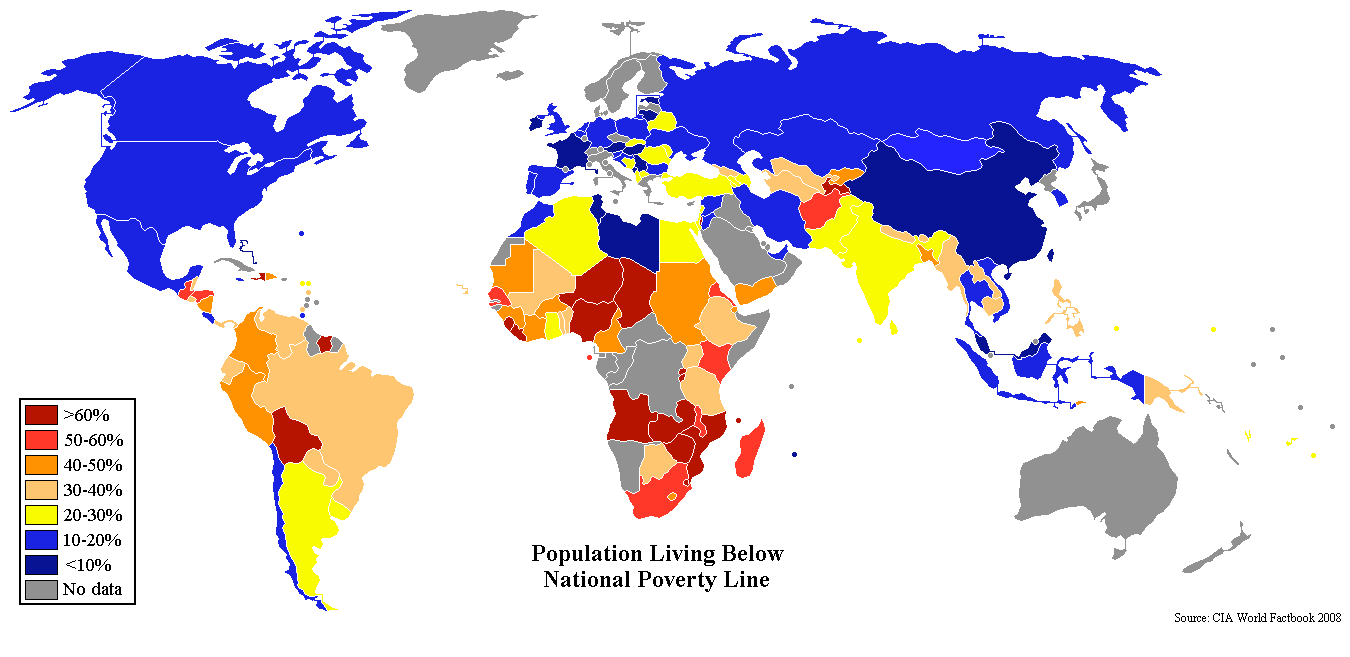
Удельный вес населения с доходами ниже национальной черты бедности (по данным ЦРУ, на 2008 г.)

Бе́дность — характеристика экономического положения индивида или социальной группы, при котором они не могут удовлетворить определённый круг минимальных потребностей, необходимых для жизни, сохранения трудоспособности, продолжения рода.
Бедность является относительным и многозначным понятием и зависит от общего стандарта уровня жизни в данном обществе (коэффициент Джини, индекс Тейла).
Учёные оперируют понятиями абсолютной (первичной) и относительной (вторичной) бедности. Абсолютная бедность определяется как состояние человека, в котором у него недостаточны условия для физиологического выживания. Относительная — как состояние человека, при котором имеющиеся у человека средства недостаточны, чтобы соответствовать субъективным общественным ожиданиям относительно нормы.

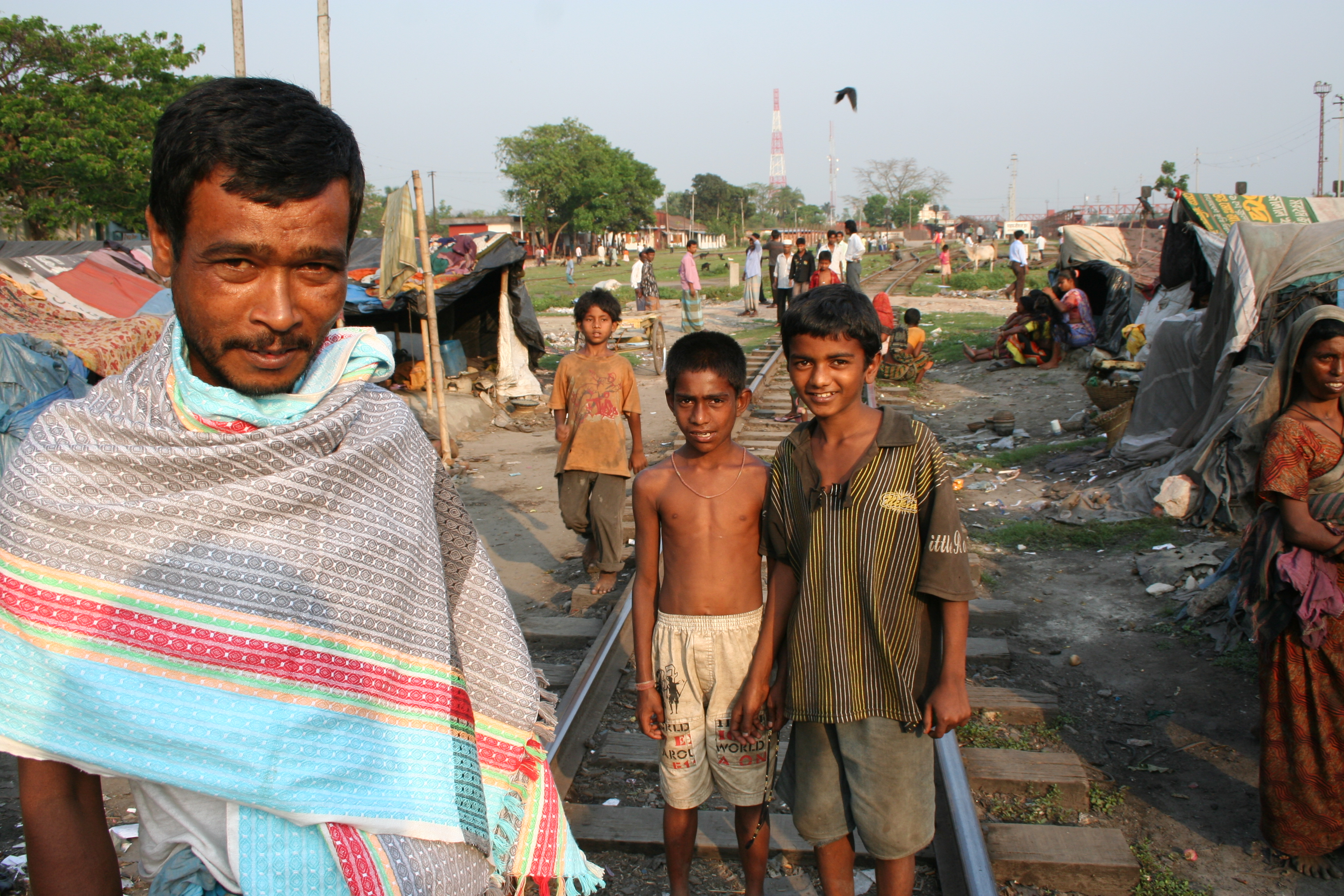
Трущобы в городе Маймансингх (Бангладеш)

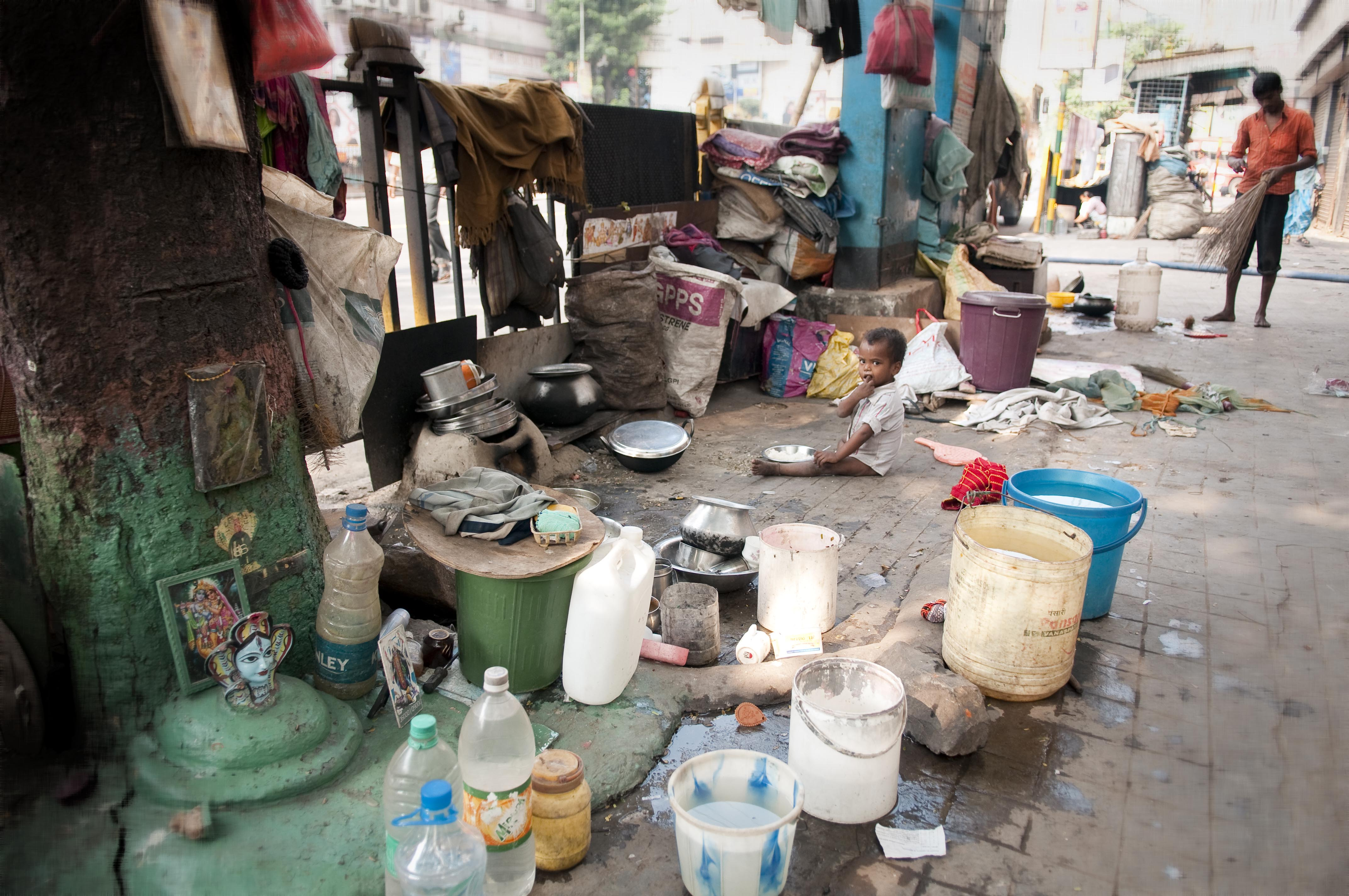
Жизнь в трущобах Калькутты (Индия)

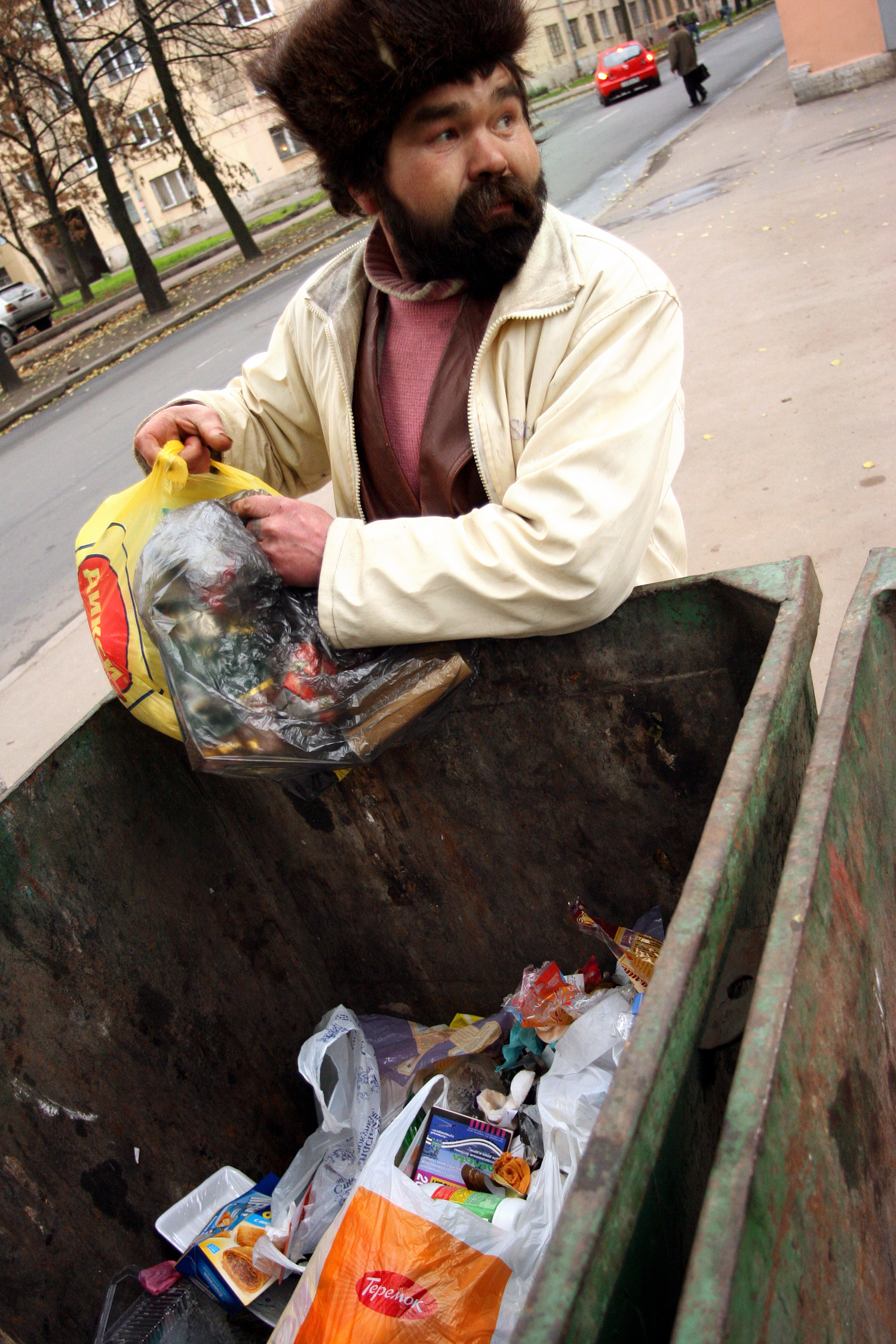
Мужчина роется в мусорном контейнере (Санкт-Петербург, Россия)

## История изучения проблемы
В исследованиях причин и места бедности в обществе выделяют период с XVIII до первой половины XX века (А. Смит, Д. Рикардо, Т. Мальтус, Г. Спенсер, Ж. Прудон, Э. Реклю, К. Маркс, Ч. Бут и С. Раунтри) и исследования бедности в XX веке (Ф. А. Хайек, П. Таунсенд и др.). Уже работы А. Смита выявили относительную природу бедности через связь бедности и социального стыда, то есть разрывом между социальными стандартами и материальной способностью придерживаться их. Ещё в XIX веке было предложено вычислять черту бедности на основе семейных бюджетов и ввести тем самым критерий абсолютной бедности, связать критерии определения бедности с уровнем доходов и удовлетворением основных потребностей индивида, связанных с поддержанием определённого уровня его работоспособности и здоровья. Значительный вклад в исследования проблем бедности внесли как экономисты, так и социологи, большинством которых была признана закономерность существования бедности в обществе; различие точек зрения состояло, прежде всего, в признании или отрицании необходимости вмешательства государства в решение проблемы бедности и в масштабах такого вмешательства.

## Причины возникновения
Бедность является следствием разнообразных и взаимосвязанных причин, которые объединяют в следующие группы:
- экономические (безработица, экономическое неравенство, в том числе низкая заработная плата, низкая производительность труда, неконкурентоспособность отрасли),
- социально-медицинские (инвалидность, старость, высокий уровень заболеваемости),
- демографические (неполные семьи, большое количество иждивенцев в семье, перенаселение),
- образовательно-квалификационные (низкий уровень образования, недостаточная профессиональная подготовка),
- политические (военные конфликты, вынужденная миграция),
- регионально-географические (неравномерное развитие регионов).[5]
- религиозно-философские и психологические (аскеза как образ жизни, юродство)

По мнению экспертов международной гуманитарной организации «Оксфам», причины роста бедности и социального неравенства в мире, начиная с 2010 года, следующие:
- уклонение состоятельных людей от уплаты налогов,
- сокращение зарплаты рабочих,
- увеличение разницы между минимальным и максимальным уровнями оплаты труда[6].

В 2013 году Всемирный банк при поддержке Сети знаний о климате и развитии, опубликовал доклад, в котором было установлено, что изменение климата, вероятно, будет препятствовать усилиям мировой общественности по сокращению уровня бедности. В отчёте представлены вероятные последствия повышения температуры на 2 °C и 4 °C для сельскохозяйственного производства, состояния водных ресурсов, прибрежных экосистем и благополучия городов в странах Африки к югу от Сахары, Южной Азии и Юго-Восточной Азии. Последствия повышения температуры на 2 °C таковы: регулярная нехватка продовольствия в странах Африки к югу от Сахары; изменение характера выпадения осадков в Южной Азии, когда некоторые её части затопляются, а другие остаются без достаточного количества воды для выработки электроэнергии, орошения или питья; деградация и утрата рифов в Юго-Восточной Азии, что приведёт к сокращению рыбных запасов; прибрежные сообщества и города станут более уязвимыми для всё усиливающихся штормов. В 2016 году в отчёте ООН говорилось, что к 2030 году ещё 122 миллиона человек могут быть доведены до крайней нищеты из-за изменения климата. По мнению многих комментаторов, бедность одновременно является причиной ухудшения состояния окружающей среды, а бедные страдают больше всего от ухудшения состояния окружающей среды, вызванного неосторожной эксплуатацией природных ресурсов богатыми. Центр науки и окружающей среды в Дели отмечает, что если бы развивающиеся страны потребляли столько же, сколько и страны Запада, чтобы достичь такого же уровня жизни, «нам бы потребовалось ещё две дополнительные планеты Земля, чтобы производить столько же ресурсов и поглощать отходы» ― так об этом говорит Ануп Шах в своей статье «Бедность и окружающая среда» (2003).

## Культура бедности
Оскар Льюис, который занимался вопросами антропологии, писал, что «субкультура, а именно бедность, развивает механизмы, которые стремятся постоянно ее возрождать, особенно из-за того, как эти люди смотрят на мир, их жизненные установки, устремления и характер воспитания детей».
Понятие «субкультура бедности» (позднее было сокращено до «культуры бедности») впервые появилось в этнографических трудах Льюиса, а именно в труде «Пять семей: изучение мексиканского дела по вопросам культуры бедности», где Льюис отстаивал позицию, что бедные люди могут рассматриваться как субъект права, чьи жизни были видоизменены под воздействием бедности. Он утверждал, что бедняки как члены общества постоянно несут бремя бедности, что приводит к формированию автономной субкультуры. Это происходит, потому что дети вырастают в этой среде, и, соответственно, их система поведения и отношений постоянно воспроизводит чувство неспособности выйти из этого самого низкого класса общества. Льюис писал, что люди, принадлежащие к культуре бедности, имеют стойкое чувство маргинальности, беспомощности, зависимости и непринадлежности. Они, как чужестранцы в собственной стране, убежденные в том, что существующие институты не удовлетворяют их интересы и потребности. Вместе с чувством, что их интересы не представлены в государственных структурах, широко выражается чувство собственной неполноценности и личной бесполезности с точки зрения общественного блага. Это абсолютно верно относится к обитателям трущоб города Мехико, которые не составляют отдельную этническую или расовую группу и не подвергаются расовой дискриминации. А в Соединённых Штатах Америки данная культура существует у афроамериканцев и дополняется проявлениями расовой дискриминации.

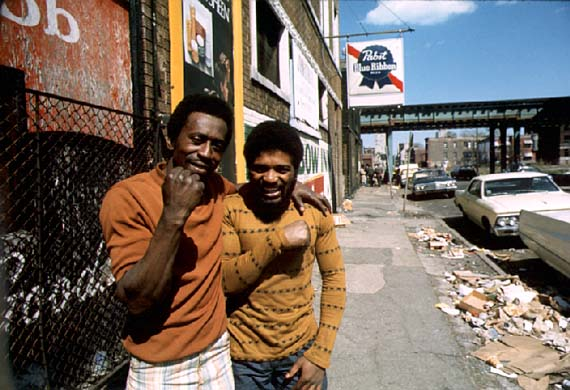
Афроамериканское «гетто» в Чикаго, 1974 г.

Представители культуры бедности очень часто не чувствуют своих корней. Это маргинальные люди, которые знают только свои собственные беды, видят только свои собственные условия проживания, свое окружение и принимают только свой жизненный путь. Обычно у них не хватает знаний, представлений и образа мысли, чтобы заметить сходства между своими проблемами и проблемами тех, кто живёт в других уголках мира. Другими словами, они проявляют классовую несознательность, несмотря на тот факт, что они поистине чувствительны к классовым различиям. Когда у них проявляется классовое сознание, или они становятся членами профсоюзных организаций, или когда принимают интернационалистские взгляды, то, по мнению Льюиса, больше они не являются частью культуры бедности, хотя и остаются в материальном плане очень бедными людьми.
Хотя Льюис разрабатывал свою концепцию на основе знаний о бедности в развивающихся странах, понятие культуры бедности стало привлекательным для общественных деятелей и политических организаций в Соединённых Штатах Америки. Она нашла свое отражение в таких документах, как «Отчеты Мойнихена» (1965), а также более поверхностно была использована в программе «Война с бедностью».
В 70-х гг. XX века популяризатором этой теории в Великобритании был сэр Кит Джозеф, министр здравоохранения и социального обеспечения, который считал, что среди бедных в Великобритании имел место цикл депривации. По его мнению, родители многодетных семей, которым самим не удалось достичь успехов в жизни, не в состоянии привить своим детям ценности и поведение, ориентированные на успех. В результате их дети плохо учились в школе, что в свою очередь не позволяло им материально обеспечить себя и своих детей. И так повторялось из поколения в поколение.

## Концепции определения
В мировой практике выделяются три основные концепции определения бедности:

### Абсолютная
Концепция абсолютной бедности тесно связана с понятием черты бедности. Черта бедности — это уровень располагаемого дохода, валового дохода или потребления, ниже которого человек считается бедным. Абсолютная бедность часто измеряется как количество людей либо домохозяйств, чей уровень потребления или дохода ниже черты бедности.
Если принять черту бедности за необходимые средства для поддержания жизнедеятельности, то можно определить все средства свыше этой черты как дискреционный доход (англ. discretionary income). Иногда применяют несколько черт бедности: собственно для бедности и для крайней бедности (нищеты; англ. extreme poverty).
Всемирный банк в качестве порога абсолютной бедности задаёт существование на менее чем 1,25 американского доллара в день (курс рассчитывается по ППС) В 2015 году Всемирный банк увеличил черту бедности до 1,9 доллара в день.
У черты бедности как показателя есть один существенный недостаток: она не учитывает число домохозяйств, находящихся непосредственно над ней с малым от неё отрывом. Также это позволяет существовать ситуации, когда бедность и неравенство растут, а число людей за чертой бедности снижается.

### Относительная
В противопоставление абсолютной приводят относительную бедность. Меры относительной бедности выставляют относительную черту бедности и примеряют к ней доходы населения. В случае, когда реальные доходы всего населения растут, а их распределение не меняется, относительная бедность остаётся прежней. Таким образом, концепция относительной бедности является составляющей концепции неравенства. Однако это не значит, что меньшее равенство всегда означает меньшую относительную бедность, или наоборот.
Мера относительной бедности может показывать, например, сколько людей получают доход ниже четверти медиального. Такой подход особенно полезен при выявлении бедности в незнакомых обществах либо там, где сложно осуществить стоимостную оценку некоторого набора благ. Сравнение доходов с долей моды и средним гармоническим — дополнительные инструменты исследования стратификации общества.
Основоположником относительной концепции бедности является британский социолог Питер Таунсенд, который рассматривал бедность как состояние, при котором из-за нехватки экономических ресурсов ведение привычного для большинства членов данного общества образа жизни становится невозможным. Свой анализ бедности он основывал на понятии набора испытываемых лишений, многомерной депривации, которую он понимал как «состояние наблюдаемого и доказуемого невыгодного положения индивида, семьи или группы на фоне сообщества, общества или нации в целом».
Понятие многомерной депривации было введено Таунсендом потому, что наряду с материальной депривацией, включающей такие показатели как питание, одежда, жилищные условия, предметы длительного пользования, место и состояние среды проживания, условия и характер труда, он использовал и показатели социальной депривации, включающие характер занятости, особенности проведения досуга, образование и др.
В настоящее время в рамках данного определения бедности сложилось два направления.
В рамках первого основной упор делается на средства к существованию, на способность покупать товары, необходимые для удовлетворения основных потребностей. В данном случае при конструировании относительной черты бедности используется показатель медианного, личного располагаемого дохода. В США граница относительной бедности соответствует 40 % медианного дохода, в большинстве стран Европы — 50 %, в Скандинавии — 60 %.
В рамках второго направления, получившего название гражданско-правовой теории бедности, бедность измеряется через лишения в широком смысле этого слова. В этом случае рассматривают, позволяют ли располагаемые средства полноценно участвовать в жизни общества, на основании определённых базовых наборов учитываемых лишений.
Масштабы относительной бедности не совпадают с масштабами абсолютной бедности. Абсолютная бедность может быть ликвидирована, но относительная бедность сохраняется всегда, вследствие того, что неравенство является непременным атрибутом стратифицированных обществ. Относительная бедность сохраняется и даже возрастает, когда стандарты жизни всех социальных слоев повышаются.

### Субъективная
Субъективная бедность — это концепция бедности, основывающаяся на мнении, что только сам индивид может определить, беден ли он. Для определения уровня субъективной бедности существует множество подходов: можно узнать, сколько людей считают себя бедными, либо считают бедными своих друзей. Можно выявить субъективную абсолютную черту бедности, основываясь на общественном мнении, а затем сравнить с ней доходы населения.

### Депривационный подход
Измерение уровня бедности может осуществляться также с использованием депривационного подхода. Согласно ему, бедными считаются индивиды, чьё потребление не соответствует принятому в обществе стандарту, у которых нет доступа к определённому набору благ и услуг. То есть при данном подходе бедность определяется не только недостаточным доходом или низким потреблением товаров и услуг первой необходимости, но и низкокачественным питанием, недоступностью услуг образования и здравоохранения, отсутствием нормальных жилищных условий и прочее.
Таким образом, измерение уровня бедности с применением субъективного и депривационного подходов позволяет сделать вывод, что для населения значимым оказывается восприятие бедности не просто как существования на грани физического выживания. Бедность — это состояние, когда индивид не может обеспечивать более-менее приличное существование с учётом сложившихся в обществе социальных норм и общепринятых стандартов.
Именно в связи с таким пониманием бедности во многих источниках используют не доходы населения, а потребление. Потребление — это уже результат, не требующий расчётов располагаемого и дискреционарного доходов. Оно показывает, что оказалось доступным, а не могло стать таковым. Кроме того, в сельских местностях наблюдается высокая сезонность доходов, в то время как потребление колеблется меньше. Более того, в развивающихся странах высока доля неформального сектора в экономике, что дополнительно затрудняет сбор данных по доходам.
Однако и у расчётов уровня бедности по потреблению существуют свои недостатки, например, в северных странах с суровыми зимами потребление может колебаться ничуть не меньше, чем доход.
Иногда за черту бедности принимают минимальный уровень дохода или накопленного богатства, при котором индивиду предоставляются определённые финансовые услуги: займы или ипотека.

## Проблемы с современным определением и предлагаемые новые определения
С появлением социальных государств, сегодня бедные слои населения в западных странах живут несравнимо лучше, чем бедные викторианских времён. Социальный состав бедных слоев населения изменялся со временем, например в Великобритании в 1970-х и 1980-х годах это были пенсионеры и одинокие родители, а в 1980-х это были главным образом многодетные семьи.
Использования одного параметра (доход) в определении часто приводит к парадоксальным ситуациям, например, когда пенсионеры, которые владеют полностью выплаченной недвижимостью (например: домом, выплаты за который семья делала 20 лет, или земельными участками) попадают в категорию бедных. Сегодня стоимость промышленных продуктов является очень низкой, и для бедных стало возможным приобрести такие товары как телевизор, компьютер или мобильный телефон, в то же время стоимость услуг и арендной платы за жильё является высокой.
Потому сегодня социологи рассматривают ряд альтернативных определений для бедности, самым распространённым является: неспособность приобрести или иметь доступ к базовой корзине услуг. Список услуг из корзины являются разными, например для США он включает медицинскую страховку, банковский счёт в Великобритании, где медицинское обслуживание покрывается государством.

## Показатели

Карта мира на 2014 год, на которой показан коэффициент Джини, измеряющий уровень расслоения по доходам в странах мира
(0÷1), индекс Джини (0÷100 %)
(при G=1 все доходы сконцентрированы в руках одного человека)

Основные показатели бедности определяются формулой, предложенной Джеймсом Фостером (James Foster), Джоэлом Гриером (Joel Greer) и Эриком Торбеке (Erik Thorbecke):
{\displaystyle P_{a}={\frac {1}{H}}\sum _{h=1}^{q}\left({\frac {Z_{h}-Y_{h}}{Z_{h}}}\right)^{a}},
где {\displaystyle P} — общий показатель бедности;
{\displaystyle a} — параметр, показывающий о каком именно показателе бедности идёт речь;
{\displaystyle Z_{h}} — черта бедности отдельного домохозяйства {\displaystyle h}, которая зависит от его состава;
{\displaystyle Y_{h}} — уровень дохода отдельного домохозяйства {\displaystyle h};
{\displaystyle q} — количество бедных домохозяйств;
{\displaystyle H} — общее количество домохозяйств.
На основе формулы Фостера — Гриера — Торбеке определяются основные показатели бедности:
- коэффициент бедности и уровень бедности ({\displaystyle a=0});
- индекс глубины бедности ({\displaystyle a=1});
- индекс остроты бедности ({\displaystyle a=2}).

Коэффициент бедности (доля бедных домохозяйств в общем количестве домохозяйств):
{\displaystyle P_{0}={\frac {1}{H}}\sum _{h=1}^{q}\left({\frac {Z_{h}-Y_{h}}{Z_{h}}}\right)^{0}}.
Коэффициент бедности характеризует только степень распространённости бедности и не позволяют оценить, насколько доходы бедных домохозяйств ниже границы бедности.
Индекс глубины бедности:
{\displaystyle P_{1}={\frac {1}{H}}\sum _{h=1}^{q}\left({\frac {Z_{h}-Y_{h}}{Z_{h}}}\right)^{1}}.
Индекс глубины бедности позволяет оценить насколько ниже относительно черты бедности расположены доходы бедных домохозяйств.
Индекс остроты бедности:
{\displaystyle P_{2}={\frac {1}{H}}\sum _{h=1}^{q}\left({\frac {Z_{h}-Y_{h}}{Z_{h}}}\right)^{2}}.
Амартья Сен предложил свой индекс, синтетический индикатор бедности, объединяющий три фактора: распространённость этого явления, материальная недостаточность бедных людей, степень их расслоения по доходам. Он рассчитывается по формуле:
{\displaystyle S=L(N+{\frac {d}{P}}G_{p})} , где {\displaystyle S} — индекс Сена, {\displaystyle L} — доля бедного населения, {\displaystyle N} — отношение среднего дефицита дохода к черте бедности, {\displaystyle d} — средний доход бедных домохозяйств, {\displaystyle P} — черта бедности, {\displaystyle G_{p}} — коэффициент Джини для бедных домохозяйств.

##### Грань бедности.
Под гранью бедности понимается такой уровень доходов, ниже которого человек в итоге остаётся без всего. Иначе говоря, его доходы не превосходят прожиточного минимума.

## Масштабы и профиль
Наиболее высокая абсолютная бедность по данным ООН на 2004 год, исходя из установленной национальной границы, наблюдалась на Мадагаскаре — 71,3 %, Сьерра-Леоне — 70,2 %, Мозамбике — 69,4 %. Если же за границу бедности взять 1 доллар в день (такой показатель использует ООН для развивающихся стран), то наиболее высокая бедность по данным на 2005 год отмечается в Нигерии (70,8 %), ЦАР (66,6 %) и Замбии (63,8 %).

### США
В США численность бедных в 2010 оценивается в 46,180 млн человек, что составляет 15,1 % от всего населения. Однако чертой бедности в 2010 году Бюро переписи населения США считает доходы $22 314 в год на семью из четырёх человек. Число бедных оказалось на максимальном уровне за все время ведения наблюдений, то есть с 1959 года; а их процент от общей численности населения — максимальным с 1984 года. Количество бедных в США увеличивается четвёртый год подряд.
На момент 2021 года в США уровень бедности оценивается в 7,7 %

### Германия
Сегодня в Германии почти седьмая часть населения, 11,5 млн человек, живёт у черты бедности или уже ниже неё, число за последние десять лет увеличилось на треть.
Согласно докладу международной гуманитарной организации «Оксфам», беднейшая половина человечества за 5 лет с 2010 года обеднела на 1 трлн. $. При этом 1 % наиболее богатого населения Земли владел в 2015 г. такой же суммой, что и все остальное человечество.

### В России
По утверждению директора Института социологии РАН академика Михаила Горшкова (2013), каждый пятый россиянин обладал всеми признаками человека за гранью бедности.
На 2013 год по статистике в России официально считались бедными (то есть имеют доход ниже установленного прожиточного минимума) 8,8 % населения, или 12,5 млн человек. В начале 2014 года это число увеличилось до 19,8 млн (13,8 %), в I квартале 2015 года достигло 22,9 млн (15,9 %). В исследовании Института социологии РАН (2013) бедных условно разделили на 2 группы: «по доходу» — уже приведённых учитываемых статистикой, и «по лишениям» — испытывающих лишения даже при относительно неплохих доходах (болезнь, иждивенцы и др.), к последней категории в 2003 году относились 39 % россиян, в 2008 году треть населения, в 2013 году — четверть. Четверть бедных «по доходам» и 17 % «по лишениям» находятся в этом состоянии из-за безработицы. При этом руководитель исследования, доктор социологических наук профессор Наталья Тихонова, отмечает, что в России «как никогда велика бедность работающих граждан».
Реальные доходы населения сократились в 2014 года впервые с 1999 года. За 9 месяцев, с октября 2014 года по август 2015 года, доходы населения сократились на 9 %. Доходы упали из-за девальвации рубля, сокращения индексации зарплат бюджетников, ужесточения условий получения социальных выплат или их отмены, перечисляют авторы доклада Института социального анализа и прогнозирования РАНХиГС.
При этом зависимость доходов населения от госбюджета увеличивается: из-за сокращения доли зарплат, удельный вес социальных выплат в структуре доходов россиян во II квартале 2015 г. достиг 19,3 %. Это на треть больше, чем до кризиса 2009 года, после которого зависимость доходов граждан от государства выросла: в 2000—2008 годах доля соцвыплат в доходах составляла 13,5 %. Как считают «Ведомости», её рост произошёл прежде всего за счёт последовательного сокращения доли доходов от предпринимательской деятельности: с 15,4 % в 2000 году вдвое до 7,8 % по итогам 2014 года.
Начиная с 2010 года, из-за мирового кризиса, вновь возросла трудовая миграция в Россию населения из более бедных стран Закавказья, Средней Азии, Молдовы и Украины, у которых с Россией заключены соглашения о безвизовом режиме. В 2013 г. в России насчитывалось около 7 млн легальных и нелегальных иностранных трудовых мигрантов (гастарбайтеров). По мнению известного политолога, Андрея Савельева, работодатели и чиновники сами способствуют притоку гастарбайтеров, с целью удержания зарплат на низком уровне и получения дополнительной неучтенной прибыли за счёт неуплаты налогов с зарплат гастарбайтеров, работающих в теневой занятости. Это способствует снижению зарплат и потере работы местными специалистами.
Согласно докладу РАН (2013 г., под ред. академиков А. Д. Некипелова, В. В. Ивантера, С. Ю. Глазьева), социальное расслоение в России между 10 % наиболее богатого населения и 10 % наиболее бедного в 2013 году достигло 16:1. (Критическое значение этого показателя составляет 8-10:1). За 20 лет социальное расслоение увеличилось в 4 раза. У 73 % работников российских предприятий заработная плата ниже средней заработной платы по России. По данным ЦМАКП в 2023 году коэффициент дифференциации по доходам, который с 2018 года периодически снижался, снова начал расти и достиг значения 15:1.
Согласно депривационному подходу, в России на 2013 год насчитывается 25 % людей, находящихся на хотя бы одной степени депривации. Бедность «по доходам» (абсолютный подход) сократилась за последние 10 лет гораздо больше, чем бедность «по лишениям» (депривационный подход): с 46 до 13 % против 39 и 25 % соответственно. Уже одно это заставляет предполагать, что проблема несовпадения этих показателей существует во многом из-за заниженности показателей прожиточного минимума, используемого Росстатом, применительно к современной России. В итоге доля бедных также оказывается заниженной во много раз.
| Уровень бедности в России, % | Уровень бедности в России, % | Уровень бедности в России, % | Уровень бедности в России, % |
| ---------------------------- | ---------------------------- | ---------------------------- | ---------------------------- |
| Год                          | Депривационный подход        | Абсолютный подход            | Источник                     |
| 2003                         | 39                           | 46                           | [ 30 ]                       |
| 2013                         | 25                           | 13                           | [ 30 ]                       |

Согласно данным Росстата, по итогам 2023 года количество россиян, живущих за чертой бедности, сократилось на 800 тысяч и достигло исторического минимума в 9,3% от всего населения страны или 13,5 млн человек. Снижение обусловлено увеличением доходов населения, а также ростом ВВП РФ на 3,6% в условиях боевых действий с Украиной. В обращении к Федеральному собранию 2024 года президент России Владимир Путин сообщил о планах сократить уровень бедности до 7% к 2030 году.
В апреле 2024 года Росстат пересмотрел уровень бедности в России, и снизил этот показатель с 9,3% до 8,5% или 12,4 млн человек, что является исторически минимальным значением. По словам и. о. гендиректора ВНИИ труда Владимира Смирнова, такая оценка Росстата обозначила тренд на снижение бедности в РФ. К росту доходов населения привели адресные пособия, рынок труда соискателя, а также рост зарплат в реальном секторе производства.
По данным Росстата, количество россиян, имеющих доход ниже границы бедности, за 2024 год сократилось на 1,7 млн и достигло 10,5 млн человек, что соответствует 7,2% от общей численности населения. Данный показатель, по оценке «Ведомостей», можно назвать историческим минимумом для страны. В феврале 2025 года вице-премьер РФ Татьяна Голикова заявила, что с 2018 года по третий квартал 2024 года уровень бедности сократился на 37%.

#### Портрет бедности в России в общественном сознании
Наряду с изменением численности абсолютной бедности в России и, как следствие, выпадение бедных из состава ближайшего окружения большинства жителей страны, тенденция изменения отношения к бедным стала набирать оборот. За последние годы роль структурных факторов бедности (задержки выплаты заработной платы; фактор недостаточности государственных пособий) в представлении населения снизилась. Сегодня россияне все чаще видят причины бедности в самих бедных, и это направление только усиливается (особенно под влиянием экономического кризиса). Ситуация с бедностью в России обусловлена уже не столько общей экономической ситуацией, сколько поведением самих людей, чей уровень доходов находится ниже черты бедности.
| Динамика отношения россиян к бедным, % | Динамика отношения россиян к бедным, % | Динамика отношения россиян к бедным, % | Динамика отношения россиян к бедным, % |
| -------------------------------------- | -------------------------------------- | -------------------------------------- | -------------------------------------- |
| Отношение                              | Год                                    | Год                                    | Источник                               |
| Отношение                              | 2003                                   | 2013                                   | Источник                               |
| С сочувствием                          | 51                                     | 36                                     | [ 30 ]                                 |
| Не лучше и не хуже, чем к остальным    | 22                                     | 35                                     | [ 30 ]                                 |
| С жалостью                             | 17                                     | 16                                     | [ 30 ]                                 |
| Безразлично                            | 2                                      | 7                                      | [ 30 ]                                 |
| С уважением                            | 1                                      | 2                                      | [ 30 ]                                 |
| С презрением                           | 1                                      | 1                                      | [ 30 ]                                 |
| Затрудняюсь ответить                   | 5                                      | 1                                      | [ 30 ]                                 |

В исследовании РАН упоминалось, что у российской бедности явно «женское лицо»: среди бедных «по доходам» женщины составляют две трети, равно как и среди хронически бедных. По результатам исследования отмечается, что очень часто брак (в том числе гражданский) люди сохраняют только по материальным соображениям — о том, что отношения у них в семье хорошие, говорили только 44 % бедных россиян и 69 % небедных. С появлением в семье детей, особенно нескольких, уровень жизни стремительно ухудшается. То же касается и других иждивенцев — стариков, больных, инвалидов и пр. Семьи, где несовершеннолетних детей трое или больше, практически в 50 % случаев оказываются в числе бедных. По данным исследования Центра Сулакшина бедные — это в основном люди трудоустроенные (62,8 %), а также дети до 15 лет из бедных семей (свыше 20 %). В структуре бедных на долю безработных приходится только 1,6 %. Бедные — это на 63 % люди с детьми, возраст росстатовских бедных преимущественно от 16 до пенсии (60,5 % бедных относятся к этой категории). То есть бедность, в основном, связана с низким уровнем заработной платы. 37,1 % бедных проживает в сельской местности, ещё 28,4 % — в городах с населением менее 50 тысяч человек, то есть эти люди стали жертвами развала сельской местности и малых городов, когда производство закрывалось в спешном порядке. Это результат планомерного разрушения российской экономики, когда ставилась только одна задача — обеспечить функционирование нефтегазового сектора. Заниженные заработные платы — распространённое явление в таких отраслях, как сельское хозяйство (24,4 % занятых в секторе получают зарплату ниже прожиточного минимума), образование (23,7 %), деятельность организаций отдыха, развлечений, культуры и спорта (20,6 %), предоставление коммунальных и социальных услуг (20 %). Таким образом, бедный в основном по Росстату — это семейный человек с детьми, вынужденный работать в силу разных причин на низкооплачиваемой работе. Бедность становится не просто явлением одного года, когда ухудшается уровень жизни в целом по стране. Она приобретает характер длительный: работу быстро не сменить, качественное образования для получения более престижной работы требует 2-4 года, а ведь на образование нужно ещё заработать. Воспитание ребёнка со всеми текущими расходами занимает 20-23 года. Таким образом, бедность становится явлением постоянно присутствующим, затягивающим в круг нищеты.
В исследовании Института социологии РАН «Бедность и неравенства в современной России: 10 лет спустя» (2013) отмечается, что если десять лет назад плохо обеспеченные люди ещё тешили себя иллюзиями, что их проблемы временные, то в последние годы резко увеличилось число тех, кто сам признает себя обитателем «дна». 71 % россиян считает, что бедные «точно такие же, как все, просто им не везёт», при этом почти 30 % уверены, что во многом виноват и конкретный человек.
Согласно социсследованиям, 85 % россиян указали, что жизнь бедных семей отличается от жизни остальных прежде всего тем, что эти люди плохо питаются. Больше половины (52-55 %) признаком бедности отмечают плохое жилье, невозможность позволить себе купить лекарства и обратиться к хорошему врачу, приобрести приличную одежду и обувь (иногда — вообще никакую). Многие отмечали, что бедные люди более уязвимы перед теми, кто посягает на их жизнь и собственность. Из тех, кто не жалуется на здоровье, лишь 13 % относятся к числу бедных, а в группе чем-то серьёзно больных россиян таких уже 50 %. Исследователи отмечают, что в длительной («хронической») бедности россиян есть своего рода «точка невозврата», после которой человек теряет надежду на перемены к лучшему — в среднем три года, прожитых в таком состоянии.
| Динамика представления россиян о причинах бедности, %              | Динамика представления россиян о причинах бедности, % | Динамика представления россиян о причинах бедности, % | Динамика представления россиян о причинах бедности, % | Динамика представления россиян о причинах бедности, % |
| ------------------------------------------------------------------ | ----------------------------------------------------- | ----------------------------------------------------- | ----------------------------------------------------- | ----------------------------------------------------- |
| Причины бедности                                                   | 2003                                                  | 2013                                                  | 2015                                                  | Источник                                              |
| Алкоголизм, наркомания                                             | 35                                                    | 39                                                    | 39                                                    | [ 30 ]                                                |
| Болезнь, инвалидность                                              | 37                                                    | 40                                                    | 35                                                    | [ 30 ]                                                |
| Длительная безработица                                             | 41                                                    | 41                                                    | 31                                                    | [ 30 ]                                                |
| Лень, неприспособленность к жизни                                  | 22                                                    | 23                                                    | 31                                                    | [ 30 ]                                                |
| Семейные неурядицы, несчастья                                      | 25                                                    | 31                                                    | 29                                                    | [ 30 ]                                                |
| Недостаточность государственных пособий по социальному обеспечению | 38                                                    | 32                                                    | 25                                                    | [ 30 ]                                                |
| Невыплата зарплат, задержка пенсий                                 | 47                                                    | 19                                                    | 24                                                    | [ 30 ]                                                |
| Плохое образование, низкая квалификация                            | 23                                                    | 21                                                    | 19                                                    | [ 30 ]                                                |
| Нежелание менять привычный образ жизни                             | 19                                                    | 18                                                    | 18                                                    | [ 30 ]                                                |
| Отсутствие поддержки со стороны родственников, друзей, знакомых    | 20                                                    | 20                                                    | 15                                                    | [ 30 ]                                                |
| Низкий уровень жизни их родителей                                  | 20                                                    | 19                                                    | 13                                                    | [ 30 ]                                                |
| Проживание в бедном регионе                                        | 17                                                    | 17                                                    | 12                                                    | [ 30 ]                                                |
| Наличие большого количества иждивенцев                             | 17                                                    | 17                                                    | 10                                                    | [ 30 ]                                                |
| Невезение                                                          | 14                                                    | 13                                                    | 10                                                    | [ 30 ]                                                |
| Виноваты мигранты или беженцы                                      | 5                                                     | 4                                                     | 5                                                     | [ 30 ]                                                |

Бедность влияет не только на материальное благосостояние человека, но и на его здоровье, на его психологию (мировоззрение, привычки и т. д.), но и угрожает экономической стабильности всего государства, из-за спада покупательской способности населения, находящегося за чертой бедности.

#### Социальный аспект бедности в России
По длительности нахождения за чертой нищеты, бедность можно классифицировать на два типа: ситуационный, хронический. Также можно выделить и третий тип — плавающий. Он характеризует несистемность бедности в стране. То есть в одном квартале подавляющая часть населения может быть за чертой бедности, а в другом уже над ней.
Как показало исследование РАН, более 90 % тех, чья бедность длится более трёх лет, не только являются представителями хронической бедности, но и одновременно относятся к двум концепциям бедности: депривационной и абсолютной. При этом 40 % всех бедных составляют хронические бедные. Таким образом, можно сделать вывод, что хроническая бедность — «ядро» бедности в современной России. Именно хронические бедные имеют самый низкий доход, являются носителями сформировавшегося под давлением нищеты мировоззрения.
В развивающихся странах преобладающий тип социальной динамики бедности — хронический и/или плавающий, в то время как в развитых странах — ситуационный. Что ещё характерно развивающимся странам это то, что даже работающее население может охватывать бедность (особенно если это бюджетный сектор). В России это является одной из острых проблем. Связано это с тем, что государство довольно скупо оплачивает труд специалистов, нежели частные компании. Разрыв в зарплатах между бюджетным и частным секторами в России может быть двукратным, поэтому не удивительно, что часть населения с высоким образовательным уровнем также находится за чертой бедности. Даже работающий гражданин может получать зарплату выше прожиточного минимума, но после уплаты всех налогов и сборов количество свободных для распоряжение средств может упасть ниже прожиточного минимума. Поэтому уровень бедности в России никак не связан с уровнем безработицы.
| Показатели бедности в России и развитых странах (в % к общей численности населения), 2016 г. | Показатели бедности в России и развитых странах (в % к общей численности населения), 2016 г. | Показатели бедности в России и развитых странах (в % к общей численности населения), 2016 г. | Показатели бедности в России и развитых странах (в % к общей численности населения), 2016 г. | Показатели бедности в России и развитых странах (в % к общей численности населения), 2016 г. | Показатели бедности в России и развитых странах (в % к общей численности населения), 2016 г. |
| -------------------------------------------------------------------------------------------- | -------------------------------------------------------------------------------------------- | -------------------------------------------------------------------------------------------- | -------------------------------------------------------------------------------------------- | -------------------------------------------------------------------------------------------- | -------------------------------------------------------------------------------------------- |
|                                                                                              | Россия                                                                                       | Великобритания                                                                               | США                                                                                          | Германия (на 2014 год)                                                                       | Источник                                                                                     |
| Бедность «по доходам»                                                                        | 15,7                                                                                         | 15,4                                                                                         | 13,5                                                                                         | 16,7                                                                                         | [ 36 ]                                                                                       |
| Бедность «по лишениям»                                                                       | 25 (на 2013 г.)                                                                              | 15,4                                                                                         | 17,3                                                                                         | 16,7                                                                                         | [ 36 ]                                                                                       |
| Хроническая бедность                                                                         | 10                                                                                           | 6                                                                                            | 9,3                                                                                          | 9,5                                                                                          | [ 36 ]                                                                                       |

Отличается также и подход к изучению проблемы бедности. В развитых странах более развит депривационный подход, когда в развивающихся — концепция абсолютной бедности. Помимо этого, в развитых странах преобладает ситуационный тип бедности. Это означает, что часть населения может оказаться за чертой бедности на определённый промежуток времени, сравнительно небольшой, по причине случайных обстоятельств или действий самого человека: переезд, декретный отпуск, потеря работы, болезнь, развод и так далее.… Однако наиболее частая причина ситуационной бедности — безработица. Поэтому в развитых странах, в отличие от России, есть прямая зависимость от уровня безработицы и уровня бедности в стране

#### Имущественное неравенство в России
На 2016 год, в России коэффициент Джини равен 0,399. Эта ситуация не является исключением для развитых стран, где показатель материального неравенства примерно идентичен показателю России, но международные финансовые организации (Oxfam, Credit Suisse, New World Wealth) утверждают, что Россия занимает одно из последних мест в мире по равномерности распределения доходов. По их расчетам, 1 % населения страны владеет примерно 70 % благосостояния страны.

По оценке Credit Suisse 2017 года, у 82 % взрослых жителей России (92 миллиона человек) личное имущество (вкл. недвижимость и вклады) оценивалось в не более чем 10 тыс. долл. США.

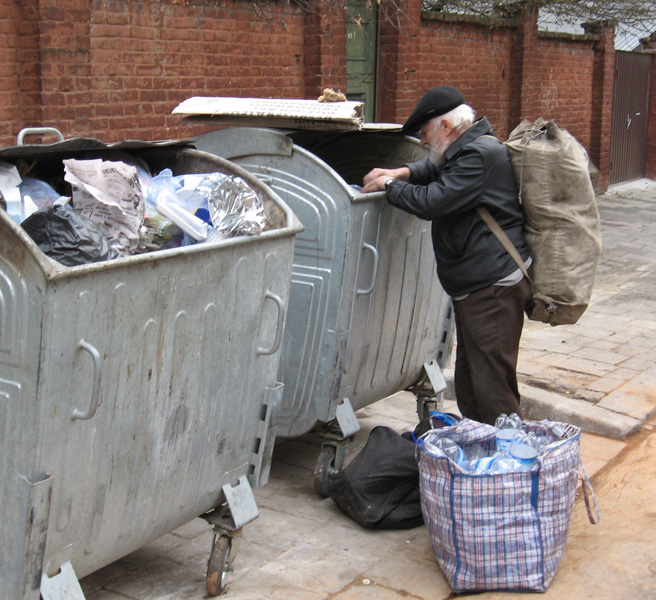
Человек занимается сбором вторсырья для сдачи в переработку

#### Уровень бедности по годам
К концу первого квартала 2016 года в России насчитывалось 22,7 млн человек с доходами ниже прожиточного минимума. В конце прошлого года бедняков было лишь 14,4 млн. Одной из причин резкого увеличения числа малоимущих стало повышение уровня прожиточного минимума: в первом квартале 2016 года он составляет 9776 руб., тогда как в четвёртом квартале 2015 года равнялся 9452 руб.
В 2018 году, по данным Росстата, численность россиян, чьи доходы не превышают прожиточный минимум, упала до 18,9 млн человек (12,9 %). В 2017 году их было 19,3 млн человек (13,2 %). Отмечается, что минимальный уровень бедности за пять лет был зафиксирован в 2012 году (10,7 %), после чего до 2016 года постоянно увеличивался. С 2017 года показатель снижается.
| Население России с доходами ниже прожиточного минимума | Население России с доходами ниже прожиточного минимума | Население России с доходами ниже прожиточного минимума | Население России с доходами ниже прожиточного минимума |
| ------------------------------------------------------ | ------------------------------------------------------ | ------------------------------------------------------ | ------------------------------------------------------ |
| Год                                                    | Млн. чел.                                              | % от населения                                         | источник                                               |
| 2000                                                   | 42,3                                                   | 29,0                                                   | [ 41 ]                                                 |
| 2001                                                   | 40,0                                                   | 27,5                                                   | [ 41 ]                                                 |
| 2002                                                   | 35,6                                                   | 24,6                                                   | [ 41 ]                                                 |
| 2003                                                   | 29,3                                                   | 20,3                                                   | [ 41 ]                                                 |
| 2004                                                   | 25,2                                                   | 17,6                                                   | [ 41 ]                                                 |
| 2005                                                   | 25,4                                                   | 17,8                                                   | [ 41 ]                                                 |
| 2006                                                   | 21,6                                                   | 15,2                                                   | [ 41 ]                                                 |
| 2007                                                   | 18,8                                                   | 13,3                                                   | [ 41 ]                                                 |
| 2008                                                   | 19,0                                                   | 13,4                                                   | [ 41 ]                                                 |
| 2009                                                   | 18,4                                                   | 13,0                                                   | [ 41 ]                                                 |
| 2010                                                   | 17,7                                                   | 12,5                                                   | [ 41 ]                                                 |
| 2011                                                   | 17,9                                                   | 12,7                                                   | [ 41 ]                                                 |
| 2012                                                   | 15,4                                                   | 10,7                                                   | [ 41 ]                                                 |
| 2013                                                   | 15,5                                                   | 10,8                                                   | [ 41 ]                                                 |
| 2014                                                   | 16,1                                                   | 11,2                                                   | [ 42 ]                                                 |
| 2015                                                   | 19,5                                                   | 13,3                                                   | [ 43 ]                                                 |
| 2016                                                   | 19,8                                                   | 13,5                                                   | [ 44 ]                                                 |
| 2017                                                   | 21,1                                                   | 14,4                                                   | [ 44 ]                                                 |

## Направления и механизмы снижения уровня бедности
Среди государственных мер по снижению бедности выделяют:
- высокие зарплаты представителям т.н. интеллигентных профессий: преподавателям, учителям;
- создание условий для роста производства и, тем самым, для увеличения денежных доходов населения,
- развитие инфраструктуры, строительство автодорог и мостов; строительство жилья, финансируемого государственным бюджетом.
- переход на социально-ориентированную рыночную экономику и введение прогрессивного налога[27] для более справедливого распределения доходов между богатыми и бедными,
- поддержание макроэкономической стабильности,
- проведение антиинфляционной политики, ограничение эмиссии денег,
- установление МРОТа не ниже 40 % от средней зарплаты по стране. Индекс Кейтца (соотношение между минимальной и средней заработными платами) в России по состоянию на июнь 2019 года составляет около 22,86 %, в странах ОЭСР он не опускается ниже 40 %, по рекомендациям Международной организацией труда должен составлять 50 %, а Европейского союза 60 %.
- разработка социальных программ и механизмов их реализации[46], использование методик проверки нуждаемости
- введение безусловного основного дохода,
- контроль экономической иммиграции населения из более бедных стран (сокращение импорта бедности)[47].

## В искусстве

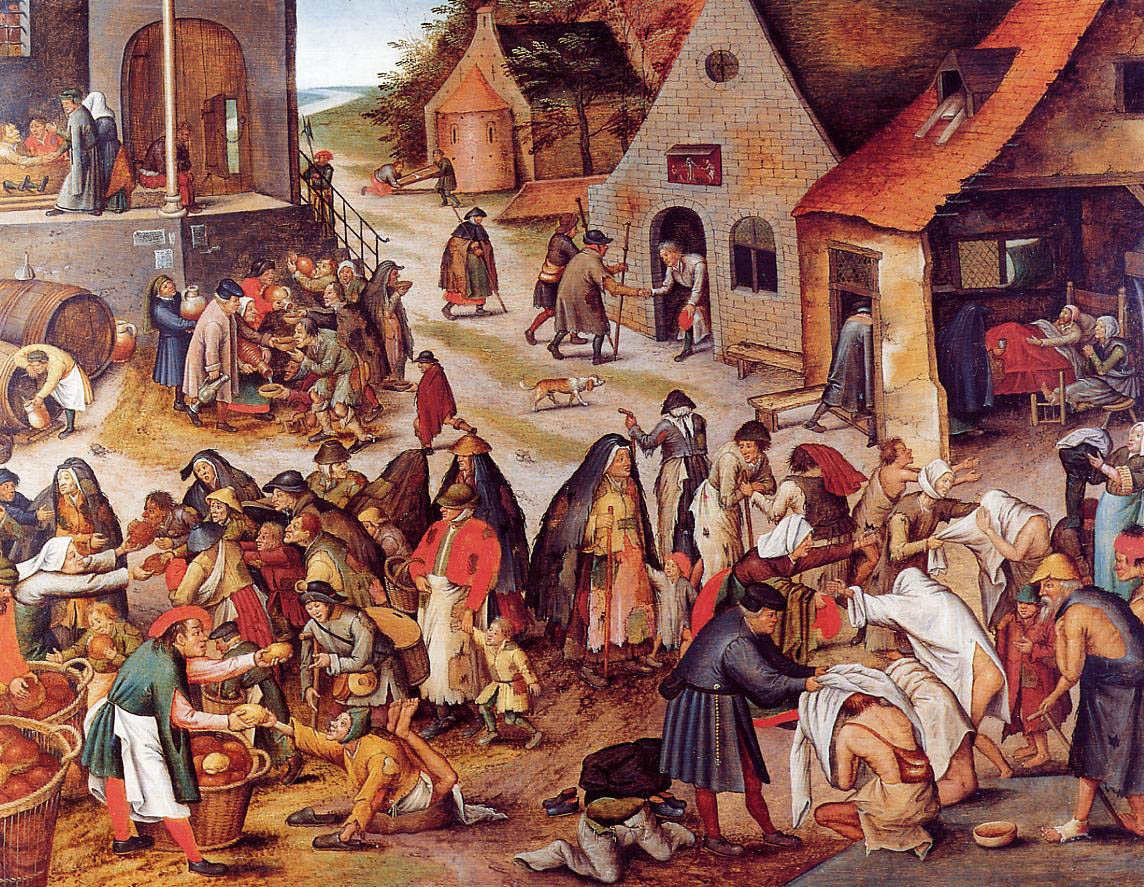
П. Брейгель-мл. «Семь дел милосердия». Между 1616—1638

Теме бедности посвящено множество произведений, например:
- «Преступление и наказание» и «Бедные люди» — романы Ф. Достоевского;
- «Честная бедность» — баллада народного шотландского поэта Роберта Бернса;
- «7 дел милосердия» — картина Питера Брейгеля-младшего;
- «Скудная трапеза» — картина Пикассо;
- «Нищие музыканты» — картина Рембрандта;
- «Русская нищенка» — скульптора Эрнста Барлаха;
- Фотографии бездомных работы Карин Повзнер[20];
- «Бедность» — песня советского рок-музыканта, лидера группы «Зоопарк» Майка Науменко;
- «На дне» — пьеса Максима Горького.